# Nuori Voima
A Nuori Voima 1908-ban alapított finn irodalmi és kulturális folyóirat, székhelye Helsinkiben van. Finnország legrégebbi kulturális magazinja, évente öt száma jelenik meg. Kiadója a Nuoren Voiman Liitto, egy 1921-ben alapított nonprofit irodalmi szervezet.

## Története
A folyóirat alapítója és főszerkesztője 1908–1909-ben Ape Rantaniemi tanár volt. Az 1920-as években a finn irodalom elismert személyiségei írtak a folyóiratba, köztük Martti Haavio, Pentti Haanpää, Uuno Kailas, Mika Waltari, Katri Vala, Toivo Pekkanen, Yrjö Jylhä, Olavi Paavolainen és Saima Harmaja. Az 1960-as években Kalevi Seilonen és Juha Virkkunen a művészi radikalizmus és az avantgárd jegyében megújította a magazint. Többek között Henry Miller, Bertolt Brecht, E. E. Cummings , Alain Robbe-Grillet és Ezra Pound művei jelentek meg benne finn nyelvre fordítva.
1991-től Jyrki Kiiskinen főszerkesztő és helyettese, Jukka Koskelainen új irányt adott a lapnak. Az 1990-es években a filozófia, a modern irodalom és művészet, a társadalomelmélet és a feminista tematika került előtérbe. Kiiskinen és Koskelainen után a magazin élén többen is váltották egymást, 2009-től 2014-ig Martti-Tapio Kuuskoski volt a főszerkesztő, őt Maaria Ylikangas követte (2015–2020).
2018 elején a lap átállt a párban szerkesztés módszerére, a főszerkesztő Maaria Ylikkanka mellett Vesa Rantama lett. 2020-tól Rantama partnere Taija Roiha volt, majd mellé 2022-ben Osváth Johannát nevezték ki szerkesztőtársának.
A Nuori Voima 2010-ben megkapta az Év Minőségi Magazinja díjat (Vuoden laatulehti -palkinnon).

## Fordítás
- Ez a szócikk részben vagy egészben  a   Nuori Voima című finn Wikipédia-szócikk ezen változatának fordításán alapul.  Az eredeti cikk szerkesztőit annak laptörténete sorolja fel. Ez a jelzés csupán a megfogalmazás eredetét és a szerzői jogokat jelzi, nem szolgál a cikkben szereplő információk forrásmegjelöléseként.